# Pašerácká podzemní dráha Užhorod – Vyšné Nemecké
Pašerácký tunel Užhorod (Ukrajina) - Vyšné Nemecké (Slovensko) s úzkorozchodnou kolejovou dráhou byl slovenskou policií odhalen ve středu 18. července 2012.

## Popis
Tunel byl dlouhý 700 metrů, z toho asi 480 metrů na slovenské straně, asi 220 metrů po ukrajinské. Hranici překračoval mezi slovenskými hraničními znaky 303 a 302. Vedl v hloubce 3 až 6 metrů a měl průměr asi 0,8 metru, některé články uváděly průměr 1 metr. Byl tvořen plastovým obalem, který byl zevnitř vyztužený ocelovými skružemi.
Na ukrajinské straně ústil do novostavby rodinného domu v užhorodské čtvrti Červenica, kde bylo ústí ve sklepě za posuvnou stěnou se skrytým vypínačem. Na slovenské straně končil v ohrazeném průmyslovém objektu (považovaném za sklad dřeva či výrobnu palet) ve Vyšném Nemeckém směrem k Nižnému Nemeckému. Na slovenské straně ústil tunel tak, že kamion stál přímo nad otvorem vykládací šachty.
V tunelu byla kolejová dráha, po níž jezdil elektrický vláček s až 16 vagóny. Tunel sloužil především k přepravě cigaret. Podle ministra vnitra Roberta Kaliňáka byl vláček schopen přepravovat jakékoliv zboží, pravděpodobně včetně „živého“, tedy osob. Tunel byl uvnitř uzavřen dveřmi, které bylo možné ovládat pouze zvenku, takže sám se nikdo do tunelu ani z něj nemohl dostat.
Použité technické prostředky a způsob přípravy, realizace a logistického a finančního zabezpečení a utajení byly vysoce profesionální. Dráha nevyužívala žádný starší tunel, ale byl pro ni vykután nově, profesionální důlní technologií. Stavbu pravděpodobně vybudovali a provoz organizovali Ukrajinci.
Podle geologa Jozefa Jančoka je v těchto místech usazená hornina, která není tvrdá. Ruční vykopání tunelu podle něj mohlo trvat půl roku, mechanizované měsíc.

## Provoz
Podle deníku SME fungoval tunel před odhalením nejméně jeden rok. V době policejního sledování byl v místech zaústění tunelu pozorován ruch dvakrát až třikrát týdně, z čehož pak slovenské vyšetřovací orgány odhadovaly množství pašovaného zboží a výši daňových úniků tak odhadly na až 50 milionů eur za rok. Na místě bylo zajištěno 13 100 kartonů cigaret značek Jin Ling, Classic Blue, Classic Red a LM.

## Odhalení
Případ řešila speciální jednotka s názvem Daňová kobra. Kriminalisté objekt sledovali dva či tři týdny před definitivním odhalením. Na odhalování trasy tunelu slovenská policie využila spolupráce Východoslovenských vodáren, které měly technické vybavení pro detekci podzemního potrubí z povrchu. Ukrajinská strana bez problémů umožnila slovenským policejním expertům práci na svém území a ukrajinská policie provedla zásah v objektu na své straně. Při akci byl na slovenské straně zadržen nájemce objektu, kde tunel ústil, a řidič kamionu, do nějž byly nakládány cigarety. Z anglických nápisů vyšetřovatelé usoudili, že cigarety nebyly určeny pro slovenský trh.
Po zdokumentování bude tunel pravděpodobně zasypán, resp. zabetonován. Uvažuje se též o tom, že by se mohl stát součástí schengenského muzea.
Podle projektového manažera Petera Šimka se jedná o historicky první objevený pašerácký tunel na slovenské hranici i na vnější hranici Schengenské zóny.